# Corven
Corven Motors Argentina S.A es una empresa argentina fabricante de motocicletas, cuatriciclos y autopartes. Fue fundada en 1969 en Venado Tuerto, Provincia de Santa Fe.

## La empresa
Chery
En 2025, Corven adquirió de Grupo Macri la representación de la marca de automóviles china Chery.
DFSK
En 2025, Corven adquirió de Grupo Macri la representación de la marca de automóviles china DFSK.
Foton
En 2018, Corven adquirió la representación de la marca de vehículos china Foton Motor.
Corven Autopartes
Es una de las mayores compañías independientes del continente americano dedicada a la fabricación de amortiguadores para sistemas de suspensión de todo tipo de vehículos automotores. La empresa tiene 49 años de trayectoria y exporta a más de 35 países. Su línea de productos hoy cuenta con discos de freno, pastillas, embragues, juntas homocinéticas, semiejes, piezas de suspensión, rodamientos y mazas de rueda.[cita requerida]
Corven Motos
Produce y distribuye en Argentina sus propias motos y ensamblan motocicletas Bajaj, marca líder en la fabricación de vehículos de 2 ruedas en la India y el tercero a nivel mundial; también es representante exclusivo para Argentina de los cuatriciclos Arctic Cat.
Corven Motos nace en el 2007 fruto de una inversión de capitales íntegramente argentino. [cita requerida]
Centro industrial
El centro industrial de Corven Motors Argentina S.A. está ubicado en la ciudad de Venado Tuerto. Este centro industrial cuenta con una superficie construida de 14.400 metros cuadrados sobre un predio de 6 hectáreas, infraestructura que le permite producir una amplia variedad de motocicletas y cuatriciclos.[cita requerida]
Centro administrativo y logístico
Ubicado en la autopista del oeste km 41, provincia de Buenos Aires, brinda atención administrativa y abastecimiento de repuestos.
Motovehículos
Corven Motos ofrece motovehículos en los segmentos Cub, Scooter, Street, Custom, ON/OFF, Touring y Quad.
CUB
- Mirage 110
- Energy 110
- Energy 125

SCOOTER
- Expert 80
- Expert 150

STREET
- DX-70
- Hunter 150

CUSTOM
- Indiana 256

ON/OFF
- Triax 150
- Triax 200
- Triax 250
- TXR 250 L
- TXR 250 X

TOURING
- Triax 250 Touring

QUAD
- Terrain 150
- Terrain 250